# Rivula cyclina
Rivula cyclina är en fjärilsart som beskrevs av Paul Mabille 1899. Rivula cyclina ingår i släktet Rivula och familjen nattflyn. Inga underarter finns listade.